# Максимов Василь Максимович
Василь Максимович Макси́мов (29 січня 1844, Лопіно — 1 грудня 1911, Санкт-Петербург) — російський живописець, відомий картинами з життя простих людей; член Товариства пересувних художніх виставок з 1872 року; академік Петербурзької академії мистецтв з 1878 року.

## Біографія
Народився 17 [29] січня 1844 року в селі Лопіному (нині Ленінградська область, Росія). Батько — Максим Терентійович, був державним селянином, мати — Анастасія Василівна — дочка дячка. 
Упродовж 1855—1862 років працював підмайстром і навчався в іконописній майстерні у монастирі в Санкт-Петербурзі. З 1863 по 1866 рік навчався в Петербурзькій академії мистецтв, був учнем Федора Бруні, Петра Шамшина. Протягом навчання у 1864 і 1865 роках отримав малі срібні медалі.
1866 року виїхав до Тверської губернії, де викладав живопис у маєтку Голенищева-Кутузова. Помер у Санкт-Петербурзі 18 листопада [1 грудня] 1911 року. Похований на цвинтарі в Чернавіному.

## Творчість
Автор жанрових полотен, портретів, пейзажів у реалістичному стилі. Серед робіт:
- «Хвора дитина» (1864; золота медаль Академії мистецтв, 1865);
- «Бабусині казки» (1867);
- «Селянська хата» (1869);
- «Материнство» (1871);
- «Хлопчик-механік» (1871);
- «Прихід чаклуна на селянське весілля» (1875; Третьяковська галерея);
- «Родинний розподіл» (1876; Третьяковська галерея);
- «Бідна вечеря» (1879);
- «Хворий чоловік» (1881; Третьяковська галерея);
- «Позичка хліба» (1882);
- «Сліпий господар» (1884);
- «Усе в минулому» (1889; Третьяковська галерея);
- «Із дипломом» (1890);
- «Лиха свекруха» (1893);
- «Лісовий сторож» (1893; Одеський художній музей);
- «Пережив стару» (1896);
- «Єдиний учитель» (друга половина XIX століття; Херсонський художній музей[3]);
- «Залом жита» (1903).

В 1871 році, перебуваючи у Києві, зробив замальовки прочан Києво-Печерської лаври.
За його проектом у 1912—1914 роках під керівництвом інженера-будівельника Володимира Леонтовича у формах української архітектури XVII—XVIII століть споруджено храм-пам'ятник на козацьких могилах під Берестечком.
|                     |                  |                  |                   |                  |
| «Родинний розподіл» | «Хворий чоловік» | «Бабусині казки» | «Сліпий господар» | «Усе в минулому» |

Брав участь у мистецьких виставках з 1871 року.
Окремі роботи художника зберігаються у Миколаївському художньому музеї, Третьяковській галереї у Москві, Державному російському музеї у Санкт-Петербурзі.